# بربخ (بناء)

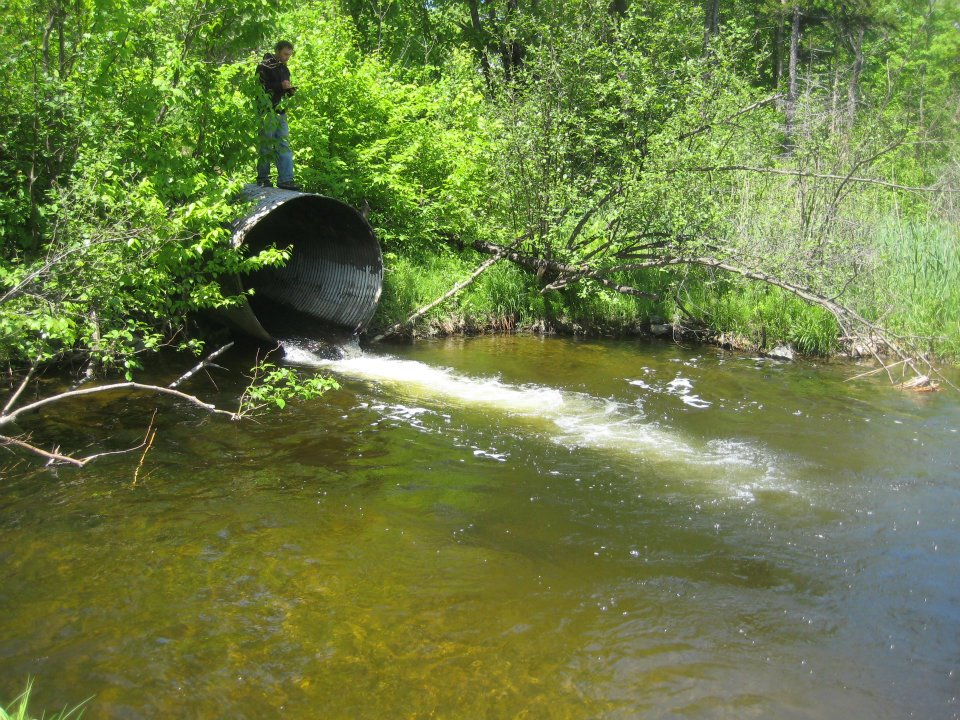
بربخ معدني يصب ماء في بركة

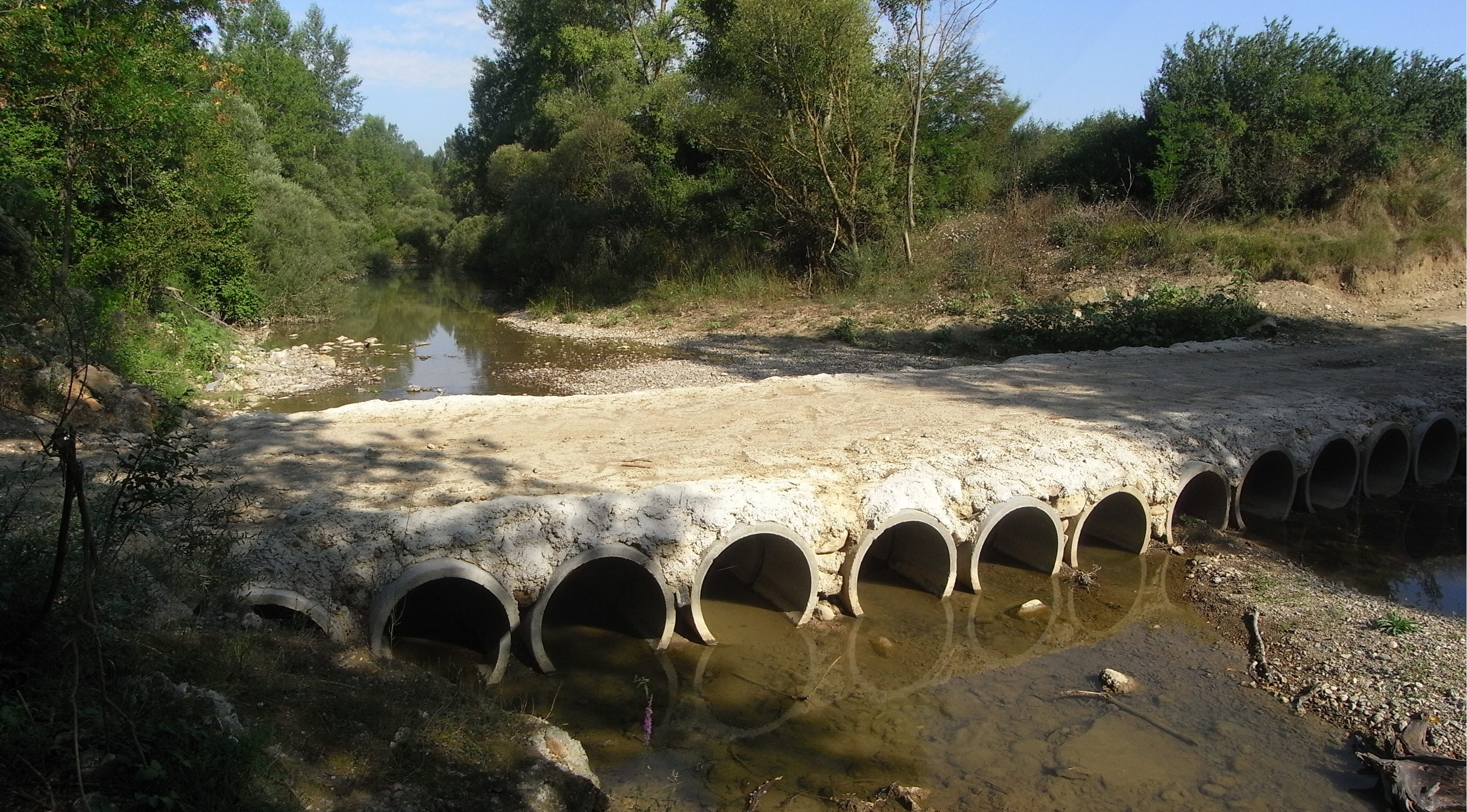
عدة برابخ في إيطاليا

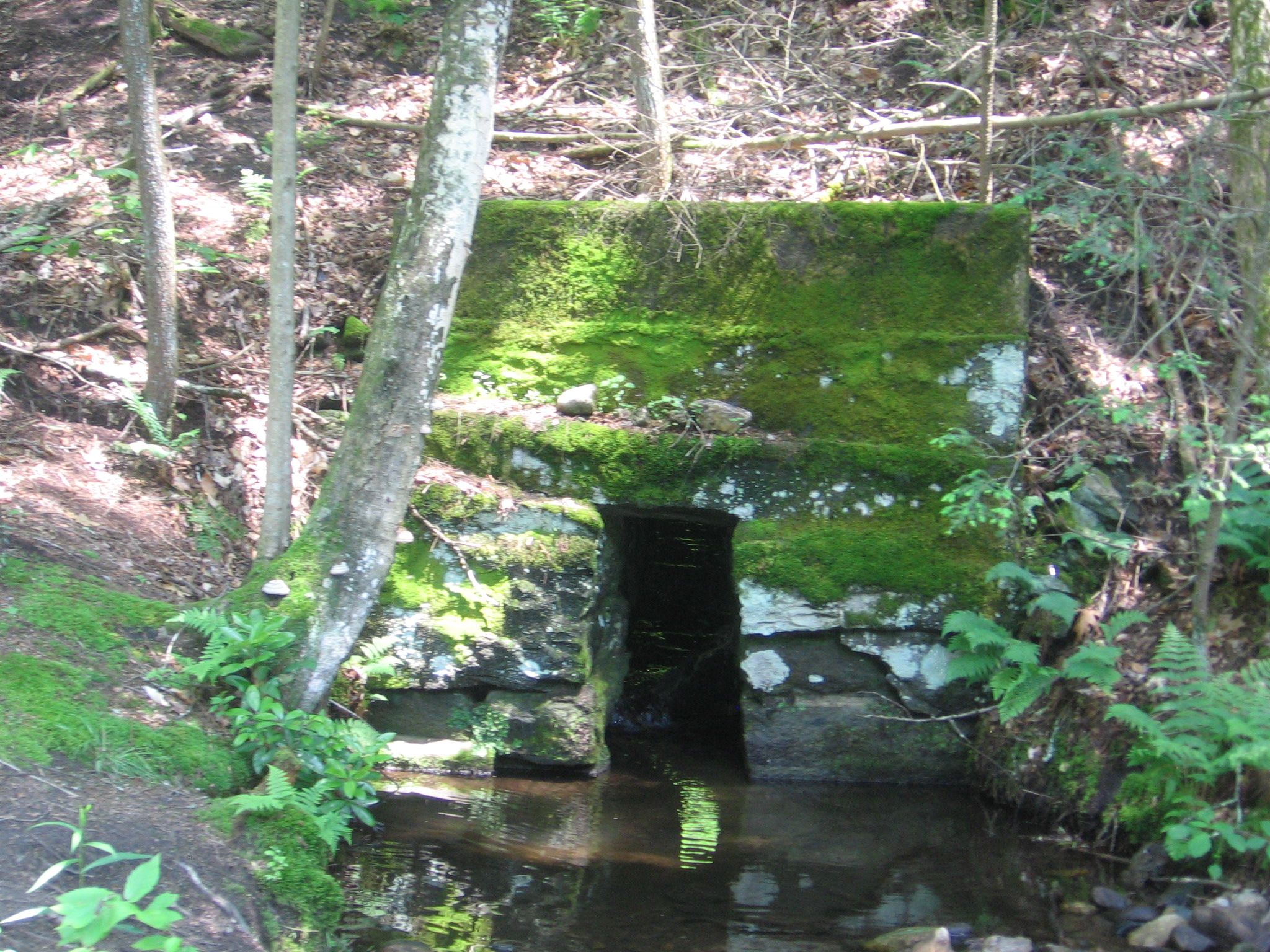
بربخ ذو أسكفة أو بربخ صندوقي الشكل.

البربخ منشأ يسمح بمرور الماء تحت طريق أو سكة حديد أو أي نوع من العوائق الأخرى ويكون غالبا مطموراً تحت التراب. يشير الاسم إلى تقاطع طريق أو سكة حديد مع مجرى مائي.
يبنى البربخ من الأنابيب أو الإسمنت المسلح أو مواد أخرى ويقابله قناة مقنطرة والذي يعني مصرفًا للماء يبنى فوق الأرض. يمكن أن يبنى البربخ على هيئة جسر لعبور المركبات والناس ويكون ذو أشكال مختلفة كالدائري والبيضاوي والمنبسط القعر والمربع وذي الشكل الشبيه بثمرة الإجاص. يمكن أن تبنى البرابخ من مواد مختلفة كالإسمنت والألمنيوم واللدائن من صنف البولي إيثالين العالي الكثافة.
يمكن أن تستعمل في صنعه مادتان أو أكثر، فمثلا يمكن بناء الأنابيب المموجة المفتوحة القعر على مساند (دعائم) أسمنتية. وتولج بطائن اللدائن لإصلاح البرابخ المتداعية والقديمة من غير الحاجة إلى الحفر أو سد الطرقات. لمنع انهيار البرابخ القديمة تملأ الفراغات مع بطائن اللدائن بالملاط الرقيق القوام.

## وصلات خارجية
1. المنشاءات المائية والري
2. مقدمة إلى أنابيب بربخ